# Toyohiko Kagawa

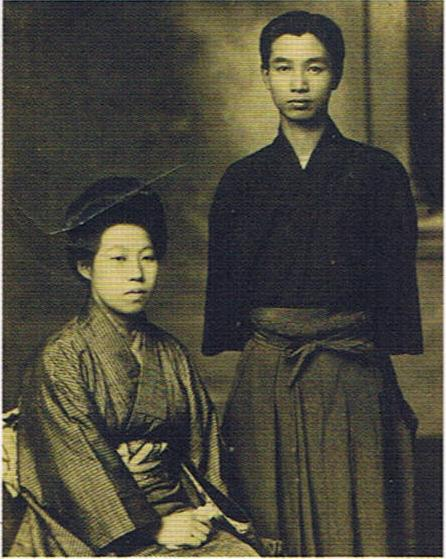
Toyohiko et sa femme Haru.

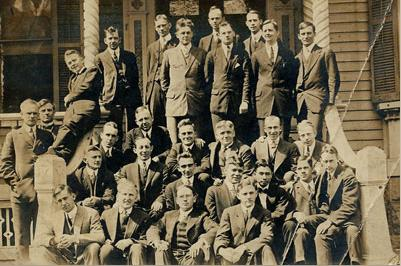
Au séminaire de théologie de Princeton (vers la droite en bas).

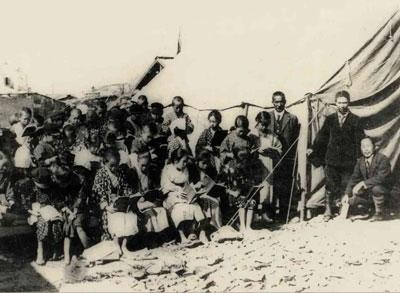
Après le grand séisme de Kantō de 1923.

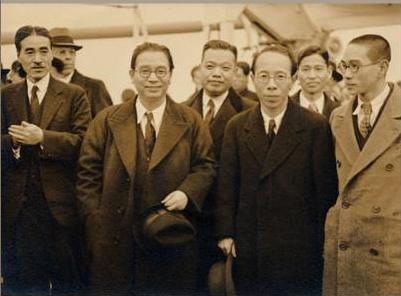
Aux États-Unis en 1935.

Toyohiko Kagawa (賀川 豊彦), né le 10 juillet 1888 à Kōbe (Japon) et décédé à l'âge de 71 ans le 23 avril 1960, est un pacifiste, réformateur et écrivain chrétien japonais. Son œuvre écrite s'intéresse aux différentes façons d'employer les principes chrétiens dans la société et le monde des entreprises. Sa vocation à aider les pauvres le mena à vivre parmi eux. Il est également le fondateur d'hôpitaux, d'écoles et d'églises.

## Biographie

### Jeunesse et formation
Né à Kōbe, Kagawa est le fils d'un aristocrate et d'une de ses multiples concubines. Orphelin à quatre ans, il part vivre avec la veuve de son père et la mère de celle-ci dans une zone rurale, à Awa sur l'île de Shikoku pour vivre. Vers l'âge de dix ans, Kagawa part suivre ses études secondaires à Tokushima. Il y rencontre deux missionnaires chrétiens américains, Harry W. Myers et Charles A. Logan, qui l'accueillent chez eux et lui font connaître le christianisme.
Ayant appris l'anglais auprès de ces missionnaires, il se convertit au christianisme après s'être inscrit dans un cours de catéchisme, ce qui le conduit à être rejeté par sa famille.
En 1905, Kagawa commence ses études au collège presbytérien de Tokyo (Meiji Gakuin) puis entre au séminaire théologique de Kobé. Alors qu'il poursuit ses études dans cet établissement, il est surpris du souci qu'ont les séminaristes de l'aspect technique de la religion. Il est persuadé que la vérité derrière toutes les doctrines chrétiennes est le christianisme en action. Ne pouvant plus attendre, il se réfère à la parabole du Bon Samaritain. Dès cette époque, il devient un défenseur des pauvres et un partisan de la réforme sociale dans un Japon qui se modernise rapidement, et pour ce faire, il s'installe dans le quartier des bidonvilles de Shinkawa. Il contracte plusieurs maladies, dont la tuberculose, qui l'affecteront toute sa vie.
Enfin, c'est pendant son séjour au séminaire théologique de Kobe, qu'il rencontre sa femme, Haru, qui l'accompagnera dans son itinéraire spirituel.
De 1914 à 1916, il étudie au séminaire théologique de Princeton. En plus de la théologie, il y étudie, grâce à un programme d'échange universitaire, l'embryologie, la génétique, l'anatomie comparée et la paléontologie.

### Militantisme politique et religieux
En 1909, Kagawa s'installe de lui-même dans un quartier pauvre de Kōbe avec l'intention d'y mener des activités de missionnaire, de travailleur social et de sociologue. En 1914, il se rend aux États-Unis pour étudier les façons de combattre la pauvreté. En 1916, il publie Recherches sur la psychologie des pauvres, livre fondé sur son expérience et dans lequel il décrit différents aspects de la pauvreté dans la société, qui sont alors inconnus de la classe moyenne japonaise. Parmi ceux-ci peuvent être cités la pratique illégale de la prostitution (en dehors de la prostitution légale au Japon), les mariages entre membres d'une même famille (qui vont souvent de pair avec le premier) et même la pratique d'accepter des aides financières de l'État pour s'occuper de ses enfants puis de les tuer.
Kagawa est arrêté au Japon en 1921, puis de nouveau l'année suivante pour sa participation au mouvement ouvrier durant les grèves. Pendant son incarcération, il écrit les romans Au-delà de l'ultime limite et Meurtre au soleil. Le premier est une représentation semi-autobiographique de l'époque où il a vécu parmi les déshérités de Kobé. Après sa libération, Kagawa participe aux travaux de reconstruction de Tokyo à la suite du grand séisme de Kantō de 1923 et aide à établir le suffrage universel masculin en 1925.
Il fonde la fédération japonaise du Travail (Syndicats au Japon (en)), ainsi que la ligue nationale contre la guerre en 1928. Pendant cette période, il poursuit son travail d'évangélisation des pauvres du Japon et prône le droit de vote pour les femmes et une politique étrangère pacifiste. Entre 1926 et 1934, il se concentre sur son travail d'évangélisation au sein du Kingdom of God Movement.
En 1940, il exprime ses excuses à la république de Chine pour l'occupation japonaise et est de nouveau arrêté pour cela. Après sa libération, il se rend aux États-Unis dans une vaine tentative d'empêcher la guerre avec le Japon. Il retourne ensuite dans son pays pour continuer la lutte pour le droit de vote des femmes. Après la défaite de 1945, il devient conseiller auprès du gouvernement de transition japonais.
Durant sa vie, Kagawa a écrit plus de 150 livres.

### Kagawa et les burakumin
Il ne faut pas oublier le rôle discriminatoire joué par Kagawa dans la ségrégation à l'encontre des burakumin : « On trouve d’ailleurs dans les écrits d’un intellectuel de l’époque, Kagawa Toyohiko (1888-1960), à la fois pasteur chrétien, écrivain et réformateur de la société, des propos discriminatoires racialisants puisqu’il les [les burakumin] décrivait comme étant d’une race inférieure qui se comportait en suivant leur instinct animal (p. 128) ou comme "une race dégénérée parmi les Japonais" (p. 122) ». Les numéros renvoient aux pages de l'article de l'historien Sekiguchi Hiroshi, cité dans l'article de Caroline Taïeb "La discrimination des burakumin au Japon".

## Économies fraternelles
Les théories économiques de Kagawa, détaillées dans son livre Économies fraternelles, préconise l'unité de l'église chrétienne, de l'économie sociale et du mouvement pacifiste en une « puissante synthèse de travail » pour fournir une alternative viable au capitalisme, au socialisme d'État et au fascisme.

## Système en trois dimensions
Pendant ses études à l'université de Princeton, Kagawa découvre le livre La culture des arbres : Une agriculture permanente de J. Russell Smith. Trouvant là une source d'inspiration, il réussit durant les années 1930 à convaincre des fermiers japonais situés dans les hauteurs que la solution à leur problème d'érosion des sols est de planter de nombreux arbres. Kagawa leur apprend également que cela leur permettra en plus de les aider dans leur travail, car des noisetiers à maturation rapide ils obtiendront de la nourriture pour leurs cochons.
La plantation d'arbres fruitiers ou à coques permet de protéger le sol et de procurer de la nourriture aux hommes et du fourrage aux animaux, les trois « dimensions » de son système. Kagawa est un précurseur de l'agroforesterie, et aurait inspiré l'horticulteur britannique Robert Hart, un pionnier des jardins-forêts en climat tempéré.

## Hommages
- Kagawa a été nommé pour le prix Nobel de littérature en 1947 et 1948 et pour le prix Nobel de la paix en 1954, 1955, 1956 et 1960[8].
- Il a été décoré de l'ordre du Trésor sacré à titre posthume.
- Il est honoré par l'église évangélique luthérienne en Amérique comme un réformateur de la société le 23 avril de chaque année et figure dans le calendrier des Saints de l'Église épiscopalienne des États-Unis.

## Citations célèbres
- Un matin de 1946, au palais impérial de Tokyo, devant l'empereur Hirohito, il déclara : « Quiconque est grand parmi nous… doit être le serviteur de tous. Un souverain régnant, Votre Majesté, est dans le cœur du peuple. Seul le service envers d'autres personnes peut rendre un homme, ou une nation, divin. »
- « Le seul pouvoir du communisme est de diagnostiquer certains maux d'une société désorganisée. Il n'a aucun remède. Il crée seulement une paralysie infantile de l'ordre social. »
- « J'ai lu dans un livre qu'un homme du nom de Christ avait l'habitude de faire le bien. C'est assez déroutant pour moi, qui arrive à me sentir si pleinement satisfait en faisant simplement les choses que je fais. »

## Source de la traduction
- (en) Cet article est partiellement ou en totalité issu de l’article de Wikipédia en anglais intitulé « Toyohiko Kagawa » (voir la liste des auteurs).